# براين جون بيسبي
براين جون بيسبي هو مؤرخ وجامع مختارات أدبية أدبي كندي ولد في 29 أغسطس/آب عام 1962. ولد وترعرع في مونتريال، كويبيك، حضر ودرس في كلية جون آبوت وجامعة كونكورديا. بدأ بيسبي مهنة كتابته لمسلسلات تلفزيونية صباحية ومادّة تربوية لكندا الإذاعية الدولية.
أفضل ما عرف به كتابه الحاصل على شخصية عام 2003 (Who's Really Who in Canlit (ISBN 0-676-97579-8)) الذي يناقش الإلهام الواقعي وراء الأشخاص في القصة الكندية.
يعيش حالياً في فانكوفر، كولومبيا البريطانية ورئيس سابق لإتحاد كتاب قبل الميلاد.

## وصلات خارجية
- موقعه الرسمي